# F1 (фильм)
«F1» (англ. F1: The Movie) — художественный фильм 2025 года американского режиссёра Джозефа Косински в жанре спортивной драмы с Брэдом Питтом, Хавьером Бардемом и Демсоном Идрисом в главных ролях.

## Сюжет
24 часа Дейтоны. Бывший американский пилот Формулы-1 Сонни Хейс, выступающий за команду Porsche, принимает эстафету от второго пилота в момент, когда команда занимает седьмое место. Благодаря опыту и крайне агрессивному стилю вождения Хейс завершает свой этап на первом месте и помогает Porsche победить в гонке.
Гонщик ведёт аскетичный образ жизни, живя в старом фургоне и отказываясь от призов за победы в гонках, забирая только чеки. В прачечной его находит бывший товарищ по команде Lotus, а ныне владелец команды APXGP F1, Рубен Сервантес. Он хочет предложить Хейсу приехать на тест-драйв в Сильверстоун, чтобы присоединиться к команде, которая не набрала ни одного балла в зачете Формулы-1 за последние три сезона, а также занимает последнее место в кубке конструкторов. Рубен сообщает, что совет инвесторов заставит его продать команду, если APXGP не выиграют хотя бы одну из девяти оставшихся гонок сезона.
Сонни приезжает в Сильверстоун, где знакомится с руководителем команды Каспаром Смолински, главным конструктором Кейт Маккенной и высокомерным пилотом Джошуа Пирсом. Последний беспокоится о том, что продажа команды приведёт к его замене. Сонни заключает пари со скептически настроенным Смолински, что сможет пройти круг за меньшее время, чем Пирс. Во время заезда Хейс обнаруживает слабые места болида, но плохой результат на первых отрезках заставляет его ускориться на максимум. На последнем повороте Хейс вылетает с трассы и разбивает машину, но его результат впечатляет команду. Смолински признаёт его мастерство и с Хейсом подписывают контракт.
На гран-при Великобритании оба гонщика APXGP оказываются на последних местах вследствие конструктивных недостатков и медленных пит-стопов. Хейс отказывается уступить Пирсу на одном из поворотов, что приводит к столкновению и вылету обоих пилотов из гонки. Между гонщиками возникает конфликт. На следующем гран-при в Венгрии Хейс использует лазейку в правилах: он намеренно сталкивается с другими гонщиками, чтобы спровоцировать выезд машин безопасности, замедляя лидеров. Это позволяет медленному болиду Пирса добраться до десятого места и забрать первый балл в зачёте.
Отношения Пирса и Хейса налаживаются. У Сонни завязывается роман с Кейт: в одном из разговоров он убеждает её переделать машину для «битвы», убрав часть защиты. Во время гран-при Италии Хейс снова применяет свой агрессивный стиль езды. Действуя на грани дисквалификации, он блокирует Макса Ферстаппена, что позволяет Пирсу вырваться вперёд. Несмотря на сильный дождь, Джошуа не меняет слики на дождевые шины и игнорирует совет Хейса дождаться прямой для обгона, вследствие чего на полной скорости вылетает за ограждение, после чего его болид загорается. Сонни вытаскивает товарища по команде из горящего болида. Пирс получает сильные ожоги кистей рук, из-за чего пропускает следующие три гонки.
В это время Хейс стабильно набирает очки для команды и становится любимчиком публики, что портит его отношения с Пирсом, нацеленным на создание успешного образа для СМИ, который считает, что попал в аварию по вине Сонни. После возвращения второго пилота, на гран-при Бельгии оба гонщика ведут борьбу за очки, но затаивший обиду Джошуа подражает неуступчивому стилю вождения Хейса, вследствие чего они сталкиваются и оба вылетают с трассы. Сонни приходит в ярость, у них случается конфликт. Это замечает Кейт и анонимно вызывает их на командный ужин. Она устраивает игру в покер, победитель которой получит преимущество на старте гран-при Лас-Вегаса. Джошуа побеждает, но после его ухода Хейс показывает Кейт, что сбросил карты, имея выигрышную комбинацию. Сонни и Кейт проводят ночь вместе. Их прерывает Рубен, прибывший с новостью о том, что их болид собираются дисквалифицировать после анонимной жалобы на незаконность улучшений. FIA требует снять часть деталей на время расследования.
Во время следующей гонки Хейс теряет самообладание, из-за чего совершает ошибку на повороте и попадает в серьёзную аварию. Когда Сонни приходит в себя, Рубен сообщает, что нашёл его врачебное заключение после аварии 1993 года. Во время гран-при Испании Хейс на полной скорости вылетел с трассы, получив серьёзные травмы позвоночника, что привело к необратимым последствиям: Сонни страдает от болей в спине и иногда частично теряет зрение. Рубен увольняет Хейса ради его безопасности. Сонни случайно встречает члена совета директоров Питера Бэннинга. Он рассказывает Хейсу, что это он написал анонимную жалобу на болид команды, чтобы уволить Рубена и продать APXGP. Он предлагает Сонни стать руководителем команды, если сделка состоится.
Перед последним гран-при сезона в Абу-Даби Пирс признается матери, что вины Хейса в его аварии не было — Джошуа по своей воле пошел на неоправданный риск. FIA оправдывает APXGP и позволяет вернуть новые детали. Перед началом гонки неожиданно появляется Сонни. Он показывает Сервантесу документ, по которому команда не несет ответственности за его здоровье. Во время гонки Пирс не заезжает на пит-стоп, что позволяет ему вырваться в лидеры гонки, но из-за изношенных шин его обгоняют Льюис Хэмилтон и Шарль Леклер. Шансов для команды почти не остаётся, как вдруг Хейс, идущий четвёртым, сталкивается с Джорджем Расселом. Появляется красный флаг, из-за чего гонщики обязаны проехать оставшиеся три круга со стартовых позиций. Слабый результат в квалификации дает право APXGP поставить свежие шины, что дает команде преимущество: Хейс и Пирс вдвоем атакуют Хэмилтона. Сонни жертвует своим шансом на победу, отвлекая оппонента, после чего Джошуа выходит вперёд, но на последнем круге Хэмилтон догоняет Пирса, после чего они сталкиваются и оба вылетают из гонки. Двигавшийся за ними Хейс, превозмогая приступы боли и проблемы со зрением, безупречно проходит последний круг и побеждает в гонке. Сделка по продаже команды отменяется, APXGP вместе празднуют победу.
Тото Вольфф предлагает Пирсу место в команде Mercedes, но тот отказывается. Хейс тепло прощается с Джошуа, передавая ему место первого пилота, и возвращается в свой фургон. Через некоторое время он добирается до Мексики, желая попробовать свои силы в гонке Baja 1000. Организаторы не узнают его и предупреждают, что плата за гонки в этом соревновании низкая. Хейс, услышав это, посмеивается и заявляет, что соревнуется не ради денег.

## В ролях
- Брэд Питт — Сонни Хейс
- Хавьер Бардем — Рубен Сервантес
- Демсон Идрис — Джошуа Пирс
- Керри Кондон — Кейт МакКенна
- Тобайас Мензис — Питер Бэннинг

## Производство и релиз
О начале работы над фильмом стало известно 3 декабря 2021 года. С самого начала главная роль предназначалась Брэду Питту, Джозеф Косински занял режиссёрское кресло, а Эрен Крюгер написал сценарий.
В апреле 2023 года Демсон Идрис был выбран на роль второго плана после длительного кастинга. Помимо нескольких экранных проб, актёры должны были показать, что они способны справиться с напряженными сценами вождения, и в январе их подвергли нескольким испытаниям. Керри Кондон и Тобайас Мензис присоединятся к актёрскому составу позднее.
В июне 2022 года права на распространение фильма купила компания Apple в рамках пакетной сделки стоимостью от 130 до 140 миллионов долларов до вычета дополнительных компенсаций. В июне 2024 года их перекупила Warner Bros. Pictures. Фильм вышел в формате IMAX в международный прокат 25 июня 2025 года и в американский прокат 27 июня, позже он будет доступен на Apple TV+.
Мировая премьера фильма состоялась 16 июня 2025 года в мюзик-холле «Радио-сити» в Нью-Йорке, на ней присутствовали актёры и гонщики Формулы-1.